# Corona di Zvonimiro

Corona di Zvonimiro

La corona di Zvonimiro (Starohrvatska kruna, in croato) è la corona con cui venivano incoronati i Re di Croazia durante il medioevo.

## Storia
La corona venne donata al re Demetrius Zvonimir di Croazia nel 1076 dall'allora legato pontificio in terra croata. Zvonimiro resse la Croazia sino al 1089 e dopo di lui la sua corona venne utilizzata per incoronare il suo successore, Stefano II di Croazia e presumibilmente anche molti re ungheresi prima della definitiva annessione del Regno di Croazia a quello di Ungheria nel 1102.
Questa corona fu probabilmente persa attorno al 1520 e cioè quando i turchi conquistarono e saccheggiarono le capitali di Salona e Tenin.
Una versione stilizzata della corona, ad ogni modo, compare oggi in molte bandiere provinciali della Croazia moderna ed il suo disegno viene derivato dalla decorazione di un battistero della città di Spalato. Caratteristiche della croce erano anche i pendilium ovvero delle parti pendenti lateralmente della corona che si possono trovare anche nella Corona di Santo Stefano d'Ungheria.

## Appropriazione del simbolo durante la Seconda Guerra Mondiale
Nel 1941 gli Ustascia, i fascisti croati, assunsero il controllo della Croazia e decisero di instaurare nuovamente una monarchia indipendente nel loro stato, appropriandosi così anche del disegno e del simbolo della corona medioevale croata. Essi crearono un'altra "Corona di Zvonimiro". La corona venne quindi presentata al re Vittorio Emanuele III d'Italia con la richiesta di scegliere in segno di amicizia un membro della Casa Savoia che potesse essere proposto per ricoprire il rango di re di Croazia. La scelta ricadde su Aimone di Savoia-Aosta, duca di Spoleto, che ottenne quindi il nome di "Re Tomislavo II di Croazia", anche se egli non prese mai effettivamente il controllo del proprio stato, rimanendo nei propri possedimenti italiani sino al 1943. Dopo la caduta del governo filofascista croato, della corona si perse ogni traccia e il regno venne dissolto.